# Jan Baptist Brosens
Joannes Baptista Antonius (Jan Baptist) Brosens (Hoogstraten, 19 juni 1812 - aldaar, 13 juli 1870) was een Belgisch brouwer, arts en politicus.

## Levensloop
Zijn ouders baatte een stoffenwinkel uit te Hoogstraten. Brosens studeerde 'medicijnen' aan de Rijksuniversiteit te Gent. Vervolgens vestigde hij zich als arts in zijn geboortestad. Hij huwde een brouwersdochter met wie hij tien kinderen kreeg. Na de dood van zijn schoonvader nam hij de bewindvoering van brouwerij De Fortuyn over.
Daarnaast was hij politiek actief. In 1843 trad hij toe tot de Hoogstratense gemeenteraad, alwaar hij onmiddellijk een schepenmandaat kreeg toegewezen. Dit oefende hij uit tot 1849. In 1858 werd hij wederom aangesteld tot schepen een functie die hij uitoefende tot hij in 1867 Cornelius Mercelis opvolgde als (waarnemend) burgemeester. Deze functie oefende hij uit tot aan zijn dood, waarna hij in deze hoedanigheid werd opgevolgd door Jozef de Boungne.
Zijn zoon Hendrik werd eveneens politiek actief. Ook nam hij de brouwerij over.